# Caranx tille
Caranx tille es una especie de peces de la familia Carangidae en el orden de los Perciformes.

## Morfología
Los machos pueden llegar alcanzar los 80 cm de longitud total y los 7200 g de peso.

## Distribución geográfica
Se encuentra desde las  costas de Zanzíbar (Tanzania) y Durban (Sudáfrica) hasta las de Madagascar, Sri Lanka, Okinawa, Ryukyu, el Mar de Arafura, Australia y Fiyi.